# Bert Kalmar
Bert Kalmar (* 10. Februar 1884 in New York; † 18. September 1947 in Los Angeles) war ein US-amerikanischer Songwriter für Broadway, Film und das Great American Songbook, der insbesondere mit dem Komponisten Harry Ruby zusammenarbeitete.
Kalmar verließ früh die Schule und arbeitete als Zauberer in Wandershows, Komödiant und Tänzer im Varieté. Nach einer Knieverletzung wandte er sich dem Schreiben von Songs zu und gründete dazu den Musikverlag Kalmar and Puck. Ab 1918 arbeitete er eng mit Harry Ruby zusammen. Sie schrieben 1928 die Musik zu dem Musikfilm Animal Crackers von den Marx Brothers (sowohl auf der Bühne als auch für den Film) und für weitere Marx-Brothers-Filme (Blühender Blödsinn (Horse Feathers) 1932, mit den Songs I’m Against It, I Always Get My Man und Everyone Says I Love You) und Die Marx Brothers im Krieg (Duck Soup 1933), wo Kalmar auch am Drehbuch mitschrieb und unter anderem den Song Hail, Hail Fredonia schrieb. 1930 zogen Kalmar und Ruby nach Hollywood. Bekannt wurden sie durch Songs wie Three Little Words (1930), Who’s Sorry Now ? (1923) und I Wanna Be Loved By You (1928), damals ein Hit durch Helen Kane (und später interpretiert durch Marilyn Monroe in der Filmkomödie Some Like It Hot), Nevertheless (I’m in Love with You) (1931) und A Kiss to Build a Dream On (1935, mit Oscar Hammerstein).
Für den Song A Kiss to Build a Dream On, der in dem Kriminalfilm Tödliches Pflaster Sunset Strip verwendet wurde, wurde Kalmar 1952 zusammen mit Harry Ruby und Oscar Hammerstein für einen Oscar in der Kategorie „Bester Song“ nominiert. Weitere bekannte Songs sind So Long, OO-Long, She’s Mine, All Mine, Thinking of You, Up in the Clouds, Watching Clouds Roll By, My Sunny Tennessee, I Love You So Much, Everyone Say’s I Love You und The Egg and Eye.
Am Broadway schrieb Kalmar Libretti für Showrevues der Ziegfeld Follies (mit I’m a Vamp from East Broadway für die Show 1920), The Five O'Clock Girl (1927), Top Speed (1929), The Ramblers (1926), Lucky (1927), Helen of Troy, New York (1923), She’s My Baby (1928) und High Kickers (1941). Neben Ruby arbeitete er auch mit Oscar Hammerstein II und anderen Songwritern.
1950 wurden er und Ruby in dem biografischen Musicalfilm Three Little Words mit Fred Astaire (als Kalmar) und Red Skelton (als Ruby) porträtiert.
1970 wurde Bert Kalmar in die Songwriters Hall of Fame aufgenommen.

## Filmografie (Auswahl)
- 1932: Der falsche Torero (The Kid from Spain)